# Северьянова, Анна Алексеевна
А́нна Алексе́евна Северья́нова (1908—1969) — советский деятель молодёжного комсомольского и пионерского движения в СССР, председатель Центрального Совета Всесоюзной пионерской организации имени Ленина при ЦК ВЛКСМ (1928—1931), директор комбината «Трёхгорная мануфактура».

## Биография
Анна Алексеевна Северьянова родилась в 1908 году в Москве в семье рабочих. Образование среднее, в 1924 году начала свою трудовую деятельность крутильщицей на фабрике «Туршёлк». В 1923 году вступила в комсомол, в 1927 году — в ВКП(б), заведовала отделом в Хамовническом райкоме ВЛКСМ.
На VIII съезде ВЛКСМ в 20 лет была избрана членом ЦК ВЛКСМ и заняла пост председателя Центрального Совета Всесоюзной пионерской организации.
В 1931 году была направлена на работу в Иваново, где была избрана секретарём обкома ВЛКСМ. В 1932—1933 годах училась на курсах марксизма—ленинизма при ЦК ВКП(б). С 1933 года была секретарём парткома «Трёхгорной мануфактуры». С 1937 года перешла на работу старшим инспектором школ Спорткомитета при Совете Народных Комиссаров.
С началом Великой Отечественной войны уехала в Ленинград, где получила назначение в 4-е управление НКГБ. В 1943 году была вызвана в Москву и назначена директором Измайловской прядильно-ткацкой фабрики. В 1946 году назначена директором «Трёхгорной мануфактуры».
С 1955 года заместитель министра лёгкой промышленности[где?] и одновременно член Госкомитета по труду и зарплате[где?].
Делегат XIX съезда ВКП(б) (1952).
Умерла в мае 1969 года.

## Награды и память
- Награждена тремя орденами Ленина. Её именем названа Улица Анны Северьяновой в Пресненском районе Москвы.